# Jana Žďárská
Jana Žďárská (*1969) působí ve Fyzikálním ústavu Akademie věd ČR jako výkonná redaktorka Československého časopisu pro fyziku. V rámci popularizace vědy se věnuje především životopisným rozhovorům s českými vědci a reportážím z vědeckého prostředí, které publikuje v Československém časopisu pro fyziku, časopisu Astropis slovenském časopisu Kozmos a v populárně naučném časopisu Tajemství vesmíru. V publikovaných rozhovorech se snaží přiblížit veřejnosti životní příběhy a dílo významných českých vědců.

## Biografie
Vystudovala Gymnázium Říčany. Absolvovala obor Ergoterapie na 1. lékařské  fakultě Univerzity Karlovy a magisterský obor Žurnalistika na Univerzitě Jana Ámose Komenského v Praze. Od roku 2017 působí jako výkonná redaktorka v redakci recenzovaného dvouměsíčníku Československý časopis pro fyziku.
V roce 2022 vydala v nakladatelství Academia knihu životopisných rozhovorů Slasti a strasti vědců naší vlasti, která obsahuje rozhovory s významnými českými vědci, které byly v průběhu několika let publikovány v Československém časopise pro fyziku. Publikaci uvádí rozhovor s předsedkyní Akademie věd ČR a biochemičkou prof. Evou Zažímalovou a uzavírá ji rozhovor s významným popularizátorem astronomie Ing. Danielem Stachem.
V roce 2022 obdržela za svoji literární činnost Cenu Littera Astronomica za popularizaci vědy, zejména fyzikálních oborů, astronomie a astrofyziky.
Je členkou České astronomické společnosti, Astronautické sekce ČAS, Jednoty českých matematiků a fyziků a porotkyní Československé astrofotografie měsíce.